# Onvoltooid tegenwoordige tijd
De onvoltooid tegenwoordige tijd is een vorm van de tegenwoordige tijd met behulp waarvan over het algemeen het volgende wordt uitgedrukt:
- een handeling die op het moment van spreken bezig is;
- een toestand;
- een gebeurtenis die in de (zeer) nabije toekomst plaats zal vinden;
- een handeling die in het verleden is begonnen en tot op het moment van spreken voortduurt.

Voor dit laatste gebruikt het Engels de voltooid tegenwoordige tijd (present perfect), bijvoorbeeld:
- I've worked in a hospital for 10 years now.
- I've just read a wonderful novel.

Daarnaast wordt - in met name romans - de onvoltooid tegenwoordige tijd soms gebruikt om al dan niet fictieve gebeurtenissen die in het (vaak verre) verleden zijn gesitueerd te beschrijven. Deze onvoltooid tegenwoordige tijd wordt de tegenwoordig verleden tijd genoemd.
De meeste Indo-Europese talen kennen naast de verschillende modi maar één onvoltooid tegenwoordige tijd. Alleen het Engels onderscheidt twee gangbare onvoltooid tegenwoordige tijden: het present simple, gebruikt om een gewoonte, routine of algemeen bekend objectief feiten weer te geven - I have breakfast every morning, The earth revolves around the sun - en het present progressive of present continuous, gebruikt om een op het moment van spreken zelf plaatshebbende gebeurtenis weer te geven: I am doing this right now. In het Nederlands kan deze vorm vaak worden vertaald met de constructie "persoonlijk voornaamwoord met diens vervoeging van zijn + 'aan het' + infinitief": Ik ben (nu) een Wikipedia-artikel over de onvoltooid tegenwoordige tijd aan het lezen.
Voorbeeld:
- Ik neem een hap.
- Het regent.
- Ze valt snel in slaap.

Voor een volledig overzicht van de vervoeging van het Nederlandse werkwoord, zie Werkwoord (Nederlands). 